# Neles
Pour le footballeur équatoguinéen, voir André Neles.
Neles Oyj est une société du secteur des industries de transformation basée à Helsinki en Finlande. 

## Histoire
la société Neles Oy, fondée en 1956 par Antti Nelimarkka et Eino Santasalo est une marque de vannes pour l'industrie des procedés. Du début du millénaire à 2020, Neles est la marque du domaine d'activité de contrôle de flux de Metso,.  
En juillet 2019, Metso Minerals et Outotec annonce leur fusion en 2020 pour former une nouvelle grande société minière appelée Metso Outotec. 
En même temps, les activités restantes de Metso deviennent Neles. 
La société a commencé ses activités le 1er juillet 2020.  
le 1er juillet 2020, Valmet acquiert 14,9% des actions de Neles. 
Le 13 juillet 2020, la société suédoise Alfa Laval lance une offre publique d'achat de deux milliards de dollars sur Neles, 
En juillet 2020, Valmet a annoncé qu'il ne soutiendrait pas l'offre publique d'achat d'Alfa Laval et augmente ses parts dans Neles en août 2020,

## Produits
Neles fabrique des valves et des instruments associés (interrupteurs de fin de course, actionneurs, contrôleurs de vanne intelligents...) et assure des services (Pièces de rechange, Réparation et entretien, planification de la maintenance et du cycle de vie, réglage de régulateurs PID ...).

## Organisation

### Actionnaires
En 2021, les 10 principaux actionnaires de Neles sont:
| #  | Nom                             | %     |
| -- | ------------------------------- | ----- |
| 1  | Valmet Oyj                      | 29,54 |
| 2  | Alfa Laval Ab                   | 8,46  |
| 3  | Ilmarinen                       | 2,82  |
| 4  | Elo                             | 1,42  |
| 5  | Fonds OP                        | 1,18  |
| 6  | Valtion Eläkerahasto            | 0,76  |
| 7  | OP-Suomi                        | 0,68  |
| 8  | SEB Finland                     | 0,64  |
| 9  | Nordea Funds                    | 0,50  |
| 10 | Société de littérature suédoise | 0,45  |